# مزرعة ليوة
مزرعة ليوة هي قرية في مقاطعة أسكو، إيران. عدد سكان هذه القرية هو 27 في سنة 2006.